# Manifestations de 2020-2021 en Arménie
 (novembre 2020).
Si vous disposez d'ouvrages ou d'articles de référence ou si vous connaissez des sites web de qualité traitant du thème abordé ici, merci de compléter l'article en donnant les références utiles à sa vérifiabilité et en les liant à la section « Notes et références ».
Les manifestations de 2020-2021 en Arménie sont des manifestations survenues depuis l'accord de cessez-le-feu du Haut-Karabakh le 10 novembre 2020. Après que le premier ministre Nikol Pachinian a annoncé sur Facebook qu'il avait signé un accord pour céder les territoires détenus par les Arméniens en Azerbaïdjan et mettre fin à six semaines d'hostilités sur le Haut-Karabagh. Dans la région du Karabakh, des milliers de personnes sont descendues dans la rue et des centaines de personnes ont pris d'assaut le bâtiment du Parlement dans la capitale Erevan.

## Contexte
Au cours de la guerre du Haut-Karabakh de 2020, qui a commencé le 27 septembre 2020, les forces azerbaïdjanaises ont pris le contrôle de nombreuses colonies, y compris la ville stratégiquement importante de Choucha après une bataille de trois jours. La guerre s'est terminée par une victoire azerbaïdjanaise le 9 novembre et un cessez-le-feu a été signé entre les deux parties et la Russie. Selon l'accord, les forces arméniennes et azerbaïdjanaises resteront dans leurs positions jusqu'à ce que l'Arménie retrouve les territoires qu'elle occupait autour du Haut-Karabakh (en) (districts de Kalbajar, d'Agdam et de Lachin) de retour en Azerbaïdjan. L'Azerbaïdjan conservera tous les territoires gagnés pendant la guerre et environ 2 000 forces de maintien de la paix russes seront déployées sur le territoire restant. Alors que l'accord était largement célébrée en Azerbaïdjan, certains arméniens sont rapidement descendus dans les rues. Les manifestants ont qualifié le premier ministre Pachinian de "traître" et lui ont demandé de démissionner, d'annuler l'accord de paix et de relancer la guerre.

## Manifestations

### 10 novembre
Le 10 novembre, lorsque les manifestations ont éclaté, il y a eu des combats alors que les manifestants tentaient de monter sur le podium pour parler et ont été hués, avec quelques jets de bouteilles. Les manifestants ont également saisi le bâtiment du parlement en brisant une porte en métal et ont tiré le président de l'Assemblée nationale d'Arménie Ararat Mirzoyan d'une voiture, exigeant de savoir où se trouve Pachinian. Il a été battu par les manifestants et emmené plus tard à l'hôpital, où il a été opéré et aurait été en bon état.
La fille du Premier ministre, Mariam Pachinian, a déclaré sur sa page Facebook que les manifestants étaient entrés dans la chambre de ses jeunes sœurs. L'agence de presse AFP a rapporté que les autorités policières présentes n'ont pas fait grand-chose pour empêcher le désordre et que les gens parcouraient les couloirs du bâtiment gouvernemental, où les portes avaient été ouvertes et le contenu des bureaux avait été jeté.

### 11 novembre
Vers 4 h du matin, un groupe d'environ 40 personnes a tenté de pénétrer par effraction dans le bureau d'Erevan d'Azatutyun, le service arménien de Radio Free Europe / Radio Liberty. Le producteur exécutif Artak Hambardzumyan a déclaré que le groupe avait d'abord crié sur les bureaux d'Azatutyun, qualifiant ses employés de « Turcs » et de traîtres, et exigeait que ses journalistes quittent le pays. Les assaillants ont également donné des coups de pied et des coups de poing à la porte du bureau, essayant sans succès de s'introduire par effraction et de «prendre le serveur d'Azatutyun».
Le 11 novembre, les manifestants ont saccagé le bureau de la Open Society Foundations au centre-ville d'Erevan. Le même jour, six personnes ont été arrêtées parce qu'elles étaient soupçonnées d'organiser des émeutes de masse et d'appeler à prendre le pouvoir et à renverser l'ordre constitutionnel.
Des affrontements ont éclaté entre les manifestants et les forces de sécurité arméniennes sur la place de la Liberté à Erevan, où trois agents des forces de l'ordre ont été blessés. Peu de temps après, les agents des forces de l'ordre arméniens ont arrêté Gagik Tsarukyan, le chef du parti Arménie prospère. En réponse, l'opposition arménienne a annoncé la création du Comité national de salut. Ensuite, le service de sécurité nationale arménien a arrêté Eduard Sharmazanov (en), le secrétaire de presse du Parti républicain et l'ancien vice-président de l'Assemblée nationale arménienne.

### 12 novembre
Le 12 novembre, un petit groupe de manifestants s'est réuni au Matenadaran et au Théâtre de l'Opéra d'Erevan, exigeant la démission de Pachinian.

### Décembre 2020
Le 22 décembre, premier jour d'une grève générale lancée par l'opposition, environ 25 000 personnes manifestent autour du siège du gouvernement et de plusieurs ministères pour exiger la démission du premier ministre. 

### Février 2021
Des milliers de manifestants protestent à nouveau le 20 février 2021 à Erevan pour réclamer la démission du Premier ministre Nikol Pachinian.
Le 25 février, le chef d'état-major de l'armée Onik Gasparian et plusieurs généraux demandent également la démission de Pachinian. Celui-ci répond en demandant à ses partisans de se rassembler dans les rues de la capitale, en limogeant Gasparian et en condamnant ce qu'il considère comme une « tentative de coup d’État militaire »,. Le gouvernement russe — allié de l'Arménie — dit suivre la situation « avec préoccupation » et invite les parties au calme. Les États-Unis, indiquant également « [suivre] la situation de près », appellent à « [la] retenue et à s’abstenir de tout acte de violence ou qui favoriserait une escalade ». L'armée affiche ainsi un soutien à l'opposition, qui peine cependant à mobiliser.
Pachinian prend la tête d'un cortège de 20 000 personnes, tandis que l'opposition rassemble entre 10 000  et   13 000 personnes. Une nouvelle manifestation de l'opposition a lieu le lendemain.
Le 27 février, le président Armen Sarkissian refuse de limoger le chef d'état-major.

### Mars 2021
Le 1er mars 2021, Nikol Pachinian propose des législatives anticipées à la condition que l'opposition parlementaire y soit favorable. Le 18 mars, il décide de fixer la date des élections au 20 juin suivant. Fin mars, Pachinian annonce sa démission d'ici avril pour provoquer le scrutin.

## Analyse
Le directeur du Centre d'études régionales basé à Erevan, Richard Kiragossian, a déclaré qu'il ne s'attend pas à un changement brutal de pouvoir en raison de la petite ampleur des manifestations et de l'impopularité de l'opposition. Cependant, il a souligné que Pachinian doit restaurer la paix et la confiance dans les semaines à venir, ce qui, selon Kiragossian, ne sera pas facile.